# Kirk Hilton
Kirk Hilton (sinh ngày 2 tháng 4 năm 1981) là một cựu cầu thủ bóng đá người Anh thi đấu ở Football League cho Blackpool.

## Sự nghiệp câu lạc bộ
Hilton bắt đầu sự nghiệp ở đội trẻ Manchester United. Anh bị United giải phóng và thi đấu cho các câu lạc bộ như Altrincham và Blackpool, trước khi lần cuối thi đấu ở vị trí hậu vệ cho Royal Antwerp.